# Speyeria jesmondensis
Speyeria jesmondensis är en fjärilsart som beskrevs av Mcdunnough 1940. Speyeria jesmondensis ingår i släktet Speyeria och familjen praktfjärilar. Inga underarter finns listade i Catalogue of Life.